# Bruno van der Pluijm
Bruno van der Pluijm (1960) is een Belgisch diplomaat.

## Levensloop
Bruno van der Pluijm studeerde klassieke filologie aan de Ufsia in Antwerpen en de Katholieke Universiteit Leuven. In 1991 trad hij in dienst van Buitenlandse Zaken. Hij was op post in Beiroet van 1994 tot 1997, in San José van 1998 tot 2000 en bij de permanente vertegenwoordiging bij de Verenigde Naties in New York van 2000 tot 2005. In 2005 werd hij adviseur multilaterale betrekkingen op het kabinet van minister van Buitenlandse Zaken Karel De Gucht (Open Vld). Van 2007 tot 2010 was van der Pluijm kabinetschef van minister van Ontwikkelingssamenwerking Charles Michel (MR).
Van 2010 tot 2014 was hij ambassadeur in Ottawa en van 2014 tot 2016 in Tunis. In 2016 werd hij directeur-generaal Ontwikkelingssamenwerking en Humanitaire Hulp bij Buitenlandse Zaken en in de periode 2018-2019 combineerde hij dit met de functie van plaatsvervangend secretaris-generaal van Buitenlandse Zaken. Van 2020 tot eind 2024 was van der Pluijm ambassadeur in Londen, daarna werd hij ambassadeur in Vaticaanstad.